# Часниковий соус

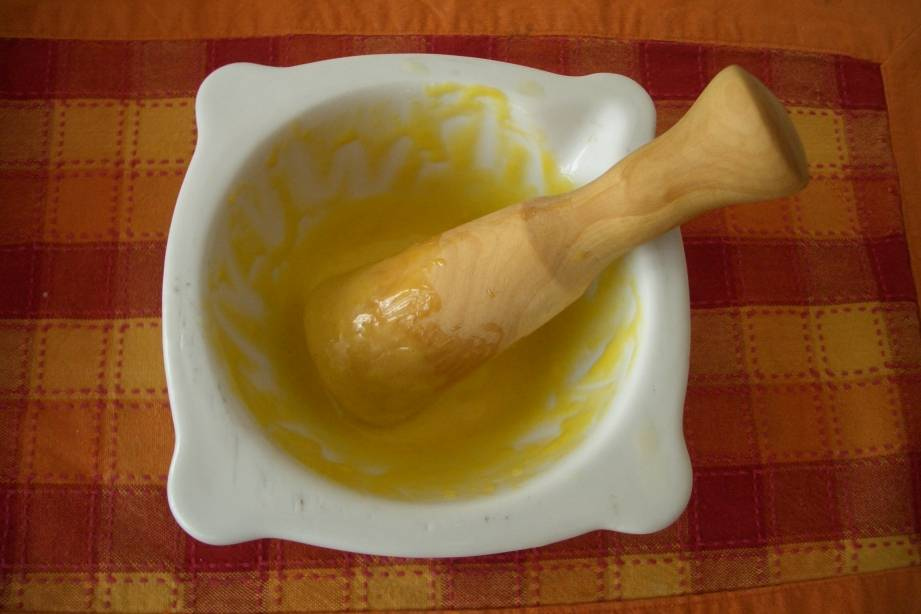
Приклад часникового соусу — айолі

Часниковий соус — соус, головним компонентом якого є часник. Часниковий соус використовується для приготування різних страв всесвітньої кухні. Соус додається в самому кінці приготування страви, так як при тепловій обробці він змінює запах.
В італійській кухні часниковий соус використовується практично в усіх стравах. Краї піци мажуть пензликом, змоченим у часниковому соусі.

## Приготування
Для приготування часникового соусу використовують соняшникову або оливкову олію холодного віджиму. Часник дрібно перетирається з поступовим додаванням олії до однорідної маси. Для перетирання часнику використовують блендер або ступку. Такий часниковий соус, постоявши в прохолодному місці 1–2 години, насичується олією. Термін реалізації часникового соусу 7–10 днів, при регулярному збовтуванні (1 раз на день).

## Муждей

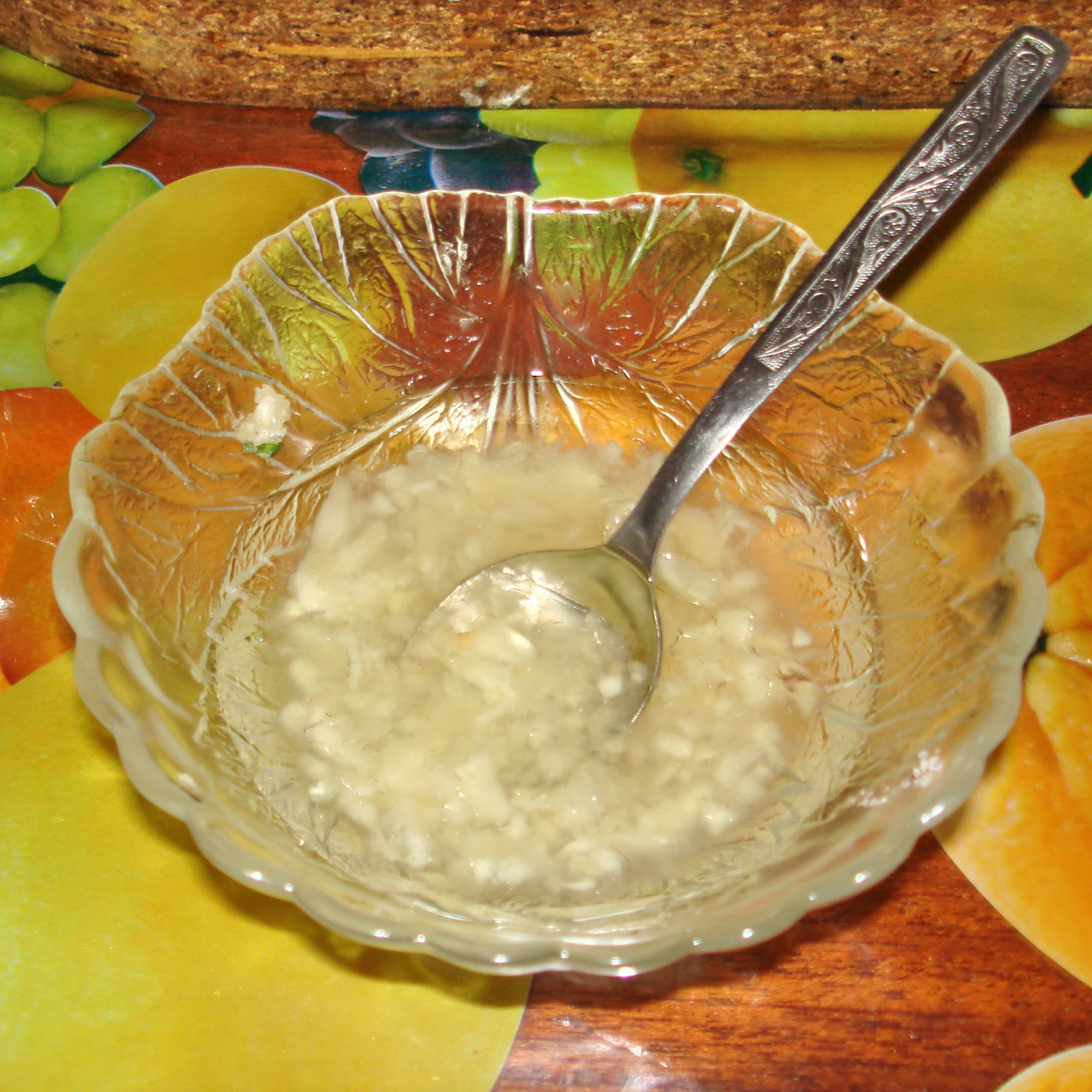
Муждей

Муждей (рум. mujdei) — часниковий соус, поширений в Румунії та Молдові. Готується з часнику, солі та м'ясного або овочевого бульйону. (Молдавський муждей) Часник товчуть з сіллю у ступці до утворення однорідної маси і розводять м'ясним або овочевим бульйоном. Іноді додають оцет. Муждеєм заправляють овочеві страви, також його часто подають до страв з риби, м'яса та домашньої птиці, особливо якщо вони готувалися на гратарі. Ще один варіант рецепту: часник товчуть в ступці з сіллю, потім додають воду і соняшникову олію. Ще один варіант рецепта: (Румунський муждей) чищенні помідори ріжемо кубиками, печений солодкий перець чищений ріжемо кубиками, часник пропустити через прес, базилік дрібно порізати, чорний перець, все перемішати, посолити, додати цукор, оцет, бульйон кілька ложок і все перемішати.